# 당신에게도 사랑이 다시 찾아올까요?
《당신에게도 사랑이 다시 찾아올까요?》(영어: Playing for Keeps)는 2012년 공개된 미국의 로맨틱 코미디 영화이다.

## 줄거리
과거 셀틱 FC, 리버풀 FC, D.C. 유나이티드에서 뛰었으며 스코틀랜드 축구 국가대표팀 선수로 활약한 조지는 현재 한물 간 인물 취급을 받고 있다. 조지는 스포츠 방송 진행자가 되고 싶어하지만 시들한 반응을 받는다.
아직 마음이 남아있는 전 아내 스테이시가 재혼한다는 소식에 낙심한 조지는 어린 아들 루이스가 있는 축구팀 코치직 제안을 승낙한다. 곧 조지는 남편 칼이 있는 패티, 이혼한 바브, 전 스포츠 캐스터 데니즈 등 축구팀 학부모 여성들로부터 관심과 유혹을 받게 되는데...

## 출연
- 제라드 버틀러 - 조지 드라이어 역
- 제시카 빌 - 스테이시 역
- 우마 서먼 - 패티 역
- 캐서린 지타존스 - 데니즈 역
- 데니스 퀘이드 - 칼 킹 역
- 주디 그리어 - 바브 역
- 제임스 터퍼 - 맷 역
- 숀 오브라이언

## 기타 제작진
- 미술: 대니얼 T. 도런스
- 분장 부문: 랜디 웨스트게이트
- 제작 관리: 에드 캐슬 3세, 세라 J. 도너휴
- 조감독: 리처드 L. 폭스